# 慶賴王
慶賴王（921年11月—925年7月12日），是日本平安時代的皇族；文獻彥太子保明親王之獨子，醍醐天皇孫。

## 生平
慶賴王是藤原時平之女藤原仁善子和醍醐天皇皇太子保明親王所生下的兒子，出生後不久父親就去世，他在延長元年（923年）四月被祖父立為皇太子。
兩年後慶賴王夭折，保明親王血脈斷絕，叔父寬明親王立為皇太子，而他則葬在洛東吉田（今京都市左京區吉田牛宮町）。